# Юрченко, Валерий Андреевич
Вале́рий Андре́евич Ю́рченко (род. 21 ноября 1953) — советский легкоатлет, специалист по бегу на короткие дистанции. Выступал на всесоюзном уровне в 1970-х годах, чемпион СССР и Спартакиады народов СССР, победитель первенств всесоюзного и всероссийского значения, участник чемпионата Европы в Риме. Представлял Краснодар и спортивное общество «Труд».

## Биография
Валерий Юрченко родился 21 ноября 1953 года. Занимался лёгкой атлетикой в Краснодаре, выступал за добровольное спортивное общество «Труд».
Первого серьёзного успеха на всесоюзном уровне добился в сезоне 1973 года, когда на чемпионате СССР в Москве с командой РСФСР одержал победу в зачёте эстафеты 4 × 400 метров. Будучи студентом, представлял Советский Союз на Всемирной Универсиаде в Москве — в индивидуальном беге на 400 метров остановился на стадии полуфиналов, тогда как в эстафете 4 × 400 метров занял первое место в финале, однако советскую команду дисквалифицировали, а её результат 3:03.8 — аннулировали. Также в составе советской сборной Юрченко принимал участие в Кубке Европы в Эдинбурге, где стал вторым в эстафете 4 × 400 метров и победил в мужском командном зачёте.
В 1974 году в беге на 400 метров выиграл серебряную медаль на чемпионате СССР в Москве. Бежал эстафету 4 × 400 метров на чемпионате Европы в Риме — советские спринтеры благополучно преодолели предварительный квалификационный этап, но в финале сошли с дистанции.
В 1975 году с российской командой Юрченко выиграл эстафету 4 × 400 метров на чемпионате страны в рамках VI летней Спартакиады народов СССР в Москве.
В 1976 году в 400-метровой дисциплине превзошёл всех соперников на чемпионате СССР в Киеве, установив при этом личный рекорд 46,77.
На чемпионате СССР 1977 года в Москве одержал победу в беге на 400 метров и эстафете 4 × 400 метров.
В 1978 году на чемпионате СССР в Тбилиси стал серебряным призёром в программе эстафеты 4 × 400 метров.